# Gabon op de Olympische Zomerspelen 2024
Gabon nam deel aan de Olympische Zomerspelen 2024 in Parijs.

## Aantal Deelnemers
Hieronder volgt een overzicht van de atleten die zich kwalificeerden voor de Olympische Zomerspelen van 2024.
| Sport     | Mannen | Vrouwen | Totaal |
| --------- | ------ | ------- | ------ |
| Atletiek  | 1      | 0       | 1      |
| Judo      | 0      | 1       | 1      |
| Taekwondo | 0      | 1       | 1      |
| Zwemmen   | 1      | 1       | 2      |
| Totaal    | 2      | 3       | 5      |

## Deelnemers en resultaten

### Atletiek

#### Loopnummers
Mannen
| Atleet                          | Onderdeel | Voorronde | Voorronde | Series         | Series         | Herkansingen | Herkansingen | Halve finale   | Halve finale   | Finale         | Finale         |
| Atleet                          | Onderdeel | Tijd      | Rang      | Tijd           | Rang           | Tijd         | Rang         | Tijd           | Rang           | Tijd           | Rang           |
| ------------------------------- | --------- | --------- | --------- | -------------- | -------------- | ------------ | ------------ | -------------- | -------------- | -------------- | -------------- |
| Wissy Frank Hoye Yenda Moukoula | 100 m     | 10,59     | 3         | Niet geplaatst | Niet geplaatst | n.v.t.       | n.v.t.       | Niet geplaatst | Niet geplaatst | Niet geplaatst | Niet geplaatst |

### Judo
Vrouwen
| atleet          | onderdeel | eerste ronde         | tweede ronde         | derde ronde          | kwartfinale          | halve finale         | herkansing           | finale / BM          | finale / BM    |
| atleet          | onderdeel | tegenstander uitslag | tegenstander uitslag | tegenstander uitslag | tegenstander uitslag | tegenstander uitslag | tegenstander uitslag | tegenstander uitslag | rang           |
| --------------- | --------- | -------------------- | -------------------- | -------------------- | -------------------- | -------------------- | -------------------- | -------------------- | -------------- |
| Virginia Aymard | −48 kg    | n.v.t.               | Narváez V 00 - 11    | niet geplaatst       | niet geplaatst       | niet geplaatst       | niet geplaatst       | niet geplaatst       | niet geplaatst |

### Taekwondo
Vrouwen
| atleet           | onderdeel | kwalificatie         | eerste ronde         | kwartfinale          | halve finale         | herkansing           | finale / BM          | finale / BM    |
| atleet           | onderdeel | tegenstander uitslag | tegenstander uitslag | tegenstander uitslag | tegenstander uitslag | tegenstander uitslag | tegenstander uitslag | rang           |
| ---------------- | --------- | -------------------- | -------------------- | -------------------- | -------------------- | -------------------- | -------------------- | -------------- |
| Emmanuella Atora | -57 kg    | n.v.t.               | Luo Z V 0 - 2        | niet geplaatst       | niet geplaatst       | niet geplaatst       | niet geplaatst       | niet geplaatst |

### Zwemmen
Mannen
| atleet                        | onderdeel       | series | series | halve finale   | halve finale   | finale         | finale         |
| atleet                        | onderdeel       | tijd   | rang   | tijd           | rang           | tijd           | rang           |
| ----------------------------- | --------------- | ------ | ------ | -------------- | -------------- | -------------- | -------------- |
| Adam Girard de Langlade Mpali | 50 m vrije slag | 28,47  | 68     | niet geplaatst | niet geplaatst | niet geplaatst | niet geplaatst |

Vrouwen
| atlete        | onderdeel       | series | series | halve finale   | halve finale   | finale         | finale         |
| atlete        | onderdeel       | tijd   | rang   | tijd           | rang           | tijd           | rang           |
| ------------- | --------------- | ------ | ------ | -------------- | -------------- | -------------- | -------------- |
| Noëlie Lacour | 50 m vrije slag | 27,68  | 46     | niet geplaatst | niet geplaatst | niet geplaatst | niet geplaatst |